# Cristo González
Cristo Ramón González Pérez (Santa Cruz de Tenerife, 14 oktober 1997) is een Spaans voetballer die bij voorkeur als vleugelspeler speelt. Hij juli 2019 verruilde hij Real Madrid voor Udinese.

## Clubcarrière
Cristo González werd geboren in Santa Cruz de Tenerife, de hoofdstad van de gelijknamige provincie Santa Cruz de Tenerife. Op 24 augustus 2014 debuteerde hij op zestienjarige leeftijd in de Segunda División tegen SD Ponferradina. Op 31 januari 2015 volgde zijn eerste competitietreffer tegen Albacete. Op 12 december 2015 maakte de vleugelspeler zijn tweede competitietreffer tegen RCD Mallorca. In zijn eerste twee seizoenen speelde Cristo González reeds 29 competitiewedstrijden als prof. Real Madrid nam hem in de zomer van 2017 over, in eerste instantie voor het tweede elftal. Op 13 januari 2018 maakte González zijn debuut voor het eerste van Real Madrid, in de met 1-2 gewonnen uitwedstrijd tegen Real Betis. Hij kwam in de tweede helft in het veld voor Karim Benzema, nadat de Fransman geblesseerd was geraakt aan zijn vinger. Het bleef voor González bij dit ene optreden. In juli 2019 sloot hij zich aan bij Udinese, in de Italiaanse Serie A. Hij werd echter gelijk voor een seizoen verhuurd aan het Spaanse SD Huesca.